# Policja konna Północnego Zachodu
Policja konna Północnego Zachodu (ang. North West Mounted Police) – amerykański film fabularny z 1940 roku w reżyserii Cecila B. DeMille’a.

## Obsada
- Gary Cooper
- Madeleine Carroll
- Paulette Goddard
- Preston Foster
- Robert Preston
- George Bancroft
- Lynne Overman
- Akim Tamiroff
- Walter Hampden
- Lon Chaney Jr.
- Montagu Love
- Francis McDonald
- George E. Stone
- Willard Robertson
- Regis Toomey
- Richard Denning
- Douglas Kennedy
- Robert Ryan
- Ralph Byrd
- Rod Cameron
- Chief Thundercloud
- David Dunbar
- Cecil B. DeMille

## Nagrody i nominacje
| Nazwa nagrody | Wygrane                             | Nominacje |
| ------------- | ----------------------------------- | --- |
| Oscar         | 1941 Najlepszy montaż Anne Bauchens | 1941 Najlepsza muzyka oryginalna Victor Young Najlepsza scenografia – filmy kolorowe Hans Dreier, Roland Anderson Najlepsze zdjęcia – filmy kolorowe Victor Milner, W. Howard Greene Najlepszy dźwięk Loren L. Ryder Paramount SSD |